# Crazy Horse (zespół muzyczny)
Crazy Horse to grupa muzyczna, najbardziej znana ze współpracy z Neilem Youngiem. Crazy Horse brali udział w licznych nagraniach studyjnych Younga (od albumu Everybody Knows This Is Nowhere (1969) po Live at the Fillmore East), grali z nim także liczne trasy koncertowe. Poza muzykowaniem u boku Younga, zespół nagrał pięć płyt.

## Dyskografia

### The Rockets
- The Rockets, White Whale Records, 1968

### Crazy Horse
- Crazy Horse, Reprise 1971
- Loose, Reprise 1972
- At Crooked Lake, Epic 1972
- Crazy Moon, Capitol 1978
- Left for Dead, Capitol 1989
- Gone Dead Train: The Best of Crazy Horse 1971-1989, Raven 2005
- Scratchy: The Complete Reprise Recordings, Rhino Handmade 2005

### Neil Young and Crazy Horse
- Everybody Knows This Is Nowhere (1969)
- After the Gold Rush (1970) – "Oh Lonesome Me," "When You Dance I Can Really Love," i "I Believe In You"
- Tonight’s the Night (1975) – "Come On Baby Let’s Go Downtown" - nagrane na żywo w trakcie Fillmore East 7 marca, 1970
- Zuma (1975)
- American Stars ’n Bars (1977)
- Comes a Time (1978) – "Look Out For My Love" i "Lotta Love"
- Rust Never Sleeps (1979) – "Powderfinger," "Welfare Mothers," "Sedan Delivery," i "Hey Hey, My My (Into the Black)"
- Live Rust (na żywo, 1979)
- Re-ac-tor (1981)
- Trans (1982)
- Life (1987)
- Ragged Glory (1990)
- Weld (live, 1991)
- Arc (live, 1991) –
- Sleeps with Angels (1994)
- The Complex Sessions (EP, 1995 wydawnictwo promocyjne)
- Broken Arrow (1996)
- Year of the Horse (live, 1997)
- Are You Passionate? (2002) – "Goin' Home"
- Greendale (2003)
- Live at the Fillmore East (album koncertowy, 2006, nagrany między 6 a 7 marca, 1970
- Americana (2012)
- Psychedelic Pill (2012)[1]
- Colorado (2019)[2]
- Barn (2021)[3]
- Toast (2022, nagrany w 2001)[4]
- World Record[5]
- Chrome Dreams (2023, nagrany 1974-1977)[6]

### Neil Young and Crazy Horse - nagrania video
- Rust Never Sleeps (1979)
- Weld (1991)
- Sleeps With Angels (około 1995, wydawnictwo promocyjne)
- The Complex Sessions (1995)
- Year of the Horse (1997)
- Greendale (2004) 
  - zawiera "Be The Rain" zagrany na żywo w Air Canada Centre, Toronto, Ontario, 9 kwietnia 2003
- Be The Rain (2004, wydawnictwo promocyjne)
- Farm Aid 2003: A Soundstage Special Event (około 2004)
  - zawiera "Hey Hey, My My (Into The Black)" zagrany na żywo w Germain Amptheater, Columbus, Ohio, 9/7/03

### Billy Talbot solo
- Alive In The Spirit World (2004)

### Inne
- She Used to Wanna Be a Ballerina, Buffy Sainte-Marie, Vanguard Records, 1971
- Head like a Rock, Ian McNabb, 1994 (udział w czterech piosenkach, bez Franka Sampedro)